# 1LOW
1LOW（ワンロウ）とは日本のヒップポップMC。

## 略歴
1988年〜1992年までは東京にて、T.A.K The Rhhhyme、INOVADERらとMC ICHI(リーダー)の名で3A BROTHERSとして活動していた。1995年からは地元福井に拠点を移し、DOPE SQUAD PRODUCTIONSを立ち上げて、福井産のヒップポップを制作しながらソロとして活動を再開する。1997年に大阪のDJ KENSAWとのタッグにて『GHETTO RED HOT』をリリース。この曲で再度シーンに再浮上する。またこのときに名前をMC ICHI a.k.a.1LOWに変える。
2000年より1LOWに変え、ソロミニアルバム　Live in da Ghetto を発表する。その中から先攻シングル　AGRESSIVE DAWGSをアナログ12インチでリリース。
その後２枚目のシングル　BIG BAWLERをリリース。80'sを彷彿させるようなHIPHOPで話題を呼ぶ。
2003' DJ KENSAWとのDOPE UNIT " 2WIN DPOPE"名義でフルアルバム”2WINDOPE"をリリース。
| スタブアイコン | サブスタブ | この項目は、まだ閲覧者の調べものの参照としては役立たない、音楽関係者（バンド等）に関連した書きかけの項目です。この項目を加筆・訂正などしてくださる協力者を求めています（P:音楽/PJ:芸能人）。 |